# Río La Gallina
El río La Gallina o río de la Gallina es un curso natural de agua que nace de la Cordillera de los Andes que drena las laderas occidentales del límite internacional de la Región de Atacama y se dirige con general SO y desemboca en el río Nevado (Piuquenes)

## Caudal y régimen
Risopatron da su caudal como de 180 l/s a 300 l/s.: 909 

## Historia
Luis Risopatrón lo describe en su Diccionario Geográfico de Chile (1924) sobre el río:: 909 
Gallina (Rio de la). Con 180 a 300 litros de agua por segundo de caudal, corre hácia el SW al pié del cordón limitáneo con la Arjentina, en una quebrada que presenta areniscas de aspecto moderno, se junta con el rio de Come Caballos i forma el rio Turbio, del Jorquera; a 3 840 m de altitud se encuentra aguas minerales en su cajón i a 3 633 m de altitud, el primer alojamiento. 98, II, p. 323 i 325; i III, p. 370 i carta de San Román (1892); 134; i 156; i quebrada en 117, p. 94; i 161, I, p. 198.